# Martin Lupáč
Martin Lupáč (auch Martinus Lupacius aus Chrudim und Martin z Chrudimě; * 14. Jahrhundert; † 20. April 1468 in Prag, Königreich Böhmen) war ein tschechischer Theologe der Reform-Bewegung der Hussiten.

## Leben
Lupáč studierte an der Artistenfakultät der Karls-Universität Prag, war Schüler des Jakobellus von Mies, erreichte 1416 den Grad eines Magisters artium und wirkte von 1421 bis 1452 als Prediger der Utraquisten in Chrudim. 1433 nahm er gemeinsam mit Andreas Prokop und Wilhelm Kostka von Postupitz dreimal als Abgesandter der Hussiten am Konzil von Basel teil, auf dem er gemeinsam mit Jan Rokycana, Nikolaus von Pelgrims, Peter Payne, Ulrich von Znaim die Forderungen der Vier Prager Artikel vorbrachte und verteidigte. 1434 vertrat er erneut deren Interessen und forderte anschließend die Parteien auf, beide Ausprägungen der Glaubenslehre anzuerkennen. Weitere Verhandlungen mit König Sigismund in Regensburg und 1435 in Brünn folgten. 
Am 21. Oktober 1435 wurde Lupáč zum Suffragan des gewählten, aber nicht anerkannten Erzbischofs Jan Rokycana gewählt. Mit diesem verteidigte er die Interessen der Utraquisten gegenüber der römisch-katholischen Kirche, so auch 1436 beim Iglauer Konzil, in welchem sie ein Kompaktat ausriefen und König Sigismund als König von Böhmen anerkannten. In der Zwischenzeit war er auch als Prediger in Chrudim tätig. 1452 trat er noch einmal in der Stadt Klatovy in Erscheinung, als er zwischen dem Erzbischof und den Taboriten vermittelte. Nach der Ausrufung der „Einheit von Kunwald“ bekannte er sich zur Unität der Böhmischen Brüder, blieb aber bis zu seinem Tod utraquistischer Geistlicher. Mit seinem offenbar reichen aber unvollständig erhaltenen literarischen Werk gehörte er zu den wichtigsten Theoretikern des Hussitismus.

## Hinweise zu seinen Reformationsgedanken
Bereits als Student protestierte Lupáč 1412 gegen den Papst und den Ablasshandel der römisch-katholischen Kirche. Als Vertreter der Prager Seite der Reformbewegung gehörte er zunächst zu den Befürwortern radikaler Forderungen, wandte sich später aber den gemäßigten Taboriten zu. Er gilt als ein hervorragender Polemiker seiner Zeit und gehörte dem Rat der Unität der Böhmischen Brüder an.

## Werke
Seine Werke, in Tschechisch und Latein der damaligen Zeit geschrieben, befassten sich mit Fragen der Religion, der Lehre des Laienkelchs, dem Kompaktat am Konzil von Basel, mit Fragen zum Zölibat und der aufkeimenden Hexenlehre.
- Verzeichnis in PB Mag. Schletz (1971)
- Contra papam
- Epistola ad Nicolaum Cusanum (betrifft: Nikolaus von Kues)
- Contra sex adversarios
- Super responso Pii pape (1462)